# Centrolene hesperium
Centrolene hesperium är en groddjursart som först beskrevs av John E. Cadle och Roy McDiarmid 1990.  Centrolene hesperium ingår i släktet Centrolene och familjen glasgrodor. IUCN kategoriserar arten globalt som sårbar. Inga underarter finns listade i Catalogue of Life.